# Tom Phillips (hockey sur glace)
Pour les articles homonymes, voir Tom Phillips.
Temple de la renommée : 1945
Thomas N. « Tommy » Phillips (né le 22 mai 1883 à Rat Portage en Ontario au Canada — mort le 30 novembre 1930) est un joueur professionnel de hockey sur glace du début du XXe siècle. Il remporte la Coupe Stanley à deux reprises au cours de sa carrière avec l'Association athlétique amateur de Montréal puis avec les Thistles de Rat Portage,,.

## Carrière
Phillips commence sa carrière avec les Thistles de Rat Portage en 1901-02 à l'âge de 17 ans. À la suite de cette première saison, il rejoint Montréal au Québec pour intégrer l'Université McGill. Dès cette première saison, il remporte sa première Coupe Stanley.
Par la suite, il joue pour les Marlboros de Toronto puis retourne jouer pour les Thistles. En 1905, la ville de Rat Portage est renommée Kenora et il suit l'équipe dans sa nouvelle incarnation. Phillips remporte sa seconde Coupe Stanley en janvier 1907 avec l'équipe de sa ville natale.
Il met fin à sa carrière en 1912 après une dernière saison avec les Millionnaires de Vancouver de la nouvelle  Association de hockey de la Côte du Pacifique. Il meurt en 1930 et fait partie quinze ans plus tard en 1945 de la première promotion de joueurs admis au nouveau temple de la renommée du hockey.

## Statistiques
| Saison  | Équipe                     | Ligue         |    | Saison régulière | Saison régulière | Saison régulière | Saison régulière | Saison régulière |   | Séries éliminatoires | Séries éliminatoires | Séries éliminatoires | Séries éliminatoires | Séries éliminatoires |
| Saison  | Équipe                     | Ligue         | PJ | B                | A                | Pts              | Pun              | PJ               | B | A                    | Pts                  | Pun                  |                      |                      |
| 1901-02 | Thistles de Rat Portage    | MNWHA-Int     | 9  | 7                | 0                | 7                | 7                |                  |   |                      |                      |                      |                      |                      |
| 1902-03 | Université McGill          | CIHU          |    |                  |                  |                  |                  |                  |   |                      |                      |                      |                      |                      |
| 1902-03 | Montréal AAA               | CAHL          | 4  | 6                | 0                | 6                |                  |                  |   |                      |                      |                      |                      |                      |
| 1902-03 | Montréal AAA               | Coupe Stanley |    |                  |                  |                  |                  | 4                | 3 | 0                    | 3                    |                      |                      |                      |
| 1903-04 | Marlboros de Toronto       | OHA-Sr.       | 4  | 5                | 0                | 5                | 21               | 2                | 6 | 6                    | 12                   | 9                    |                      |                      |
| 1903-04 | Marlboros de Toronto       | Coupe Stanley |    |                  |                  |                  |                  | 2                | 1 | 2                    | 3                    | 6                    |                      |                      |
| 1904-05 | Thistles de Rat Portage    | MHL           | 8  | 26               | 0                | 26               |                  |                  |   |                      |                      |                      |                      |                      |
| 1904-05 | Thistles de Rat Portage    | Coupe Stanley |    |                  |                  |                  |                  | 3                | 8 | 0                    | 8                    |                      |                      |                      |
| 1905-06 | Thistles de Kenora         | MHL           | 9  | 24               | 0                | 24               |                  |                  |   |                      |                      |                      |                      |                      |
| 1906-07 | Thistles de Kenora         | MHL-Pro       | 6  | 18               | 0                | 18               |                  | 2                | 4 | 0                    | 4                    | 9                    |                      |                      |
| 1906-07 | Thistles de Kenora         | Coupe Stanley |    |                  |                  |                  |                  | 4                | 9 | 0                    | 9                    | 16                   |                      |                      |
| 1907-08 | Sénateurs d'Ottawa         | ECAHA         | 10 | 26               | 0                | 26               | 40               |                  |   |                      |                      |                      |                      |                      |
| 1908-09 | Professionals d'Edmonton   | Exhib.        | 1  | 0                | 2                | 2                | 3                |                  |   |                      |                      |                      |                      |                      |
| 1908-09 | Professionals d'Edmonton   | Coupe Stanley |    |                  |                  |                  |                  | 1                | 1 | 0                    | 1                    | 0                    |                      |                      |
| 1909-10 | Nelson Hockey Club         | WKHL          |    |                  |                  |                  |                  |                  |   |                      |                      |                      |                      |                      |
| 1912    | Millionnaires de Vancouver | PCHA          | 17 | 17               | 0                | 17               | 38               |                  |   |                      |                      |                      |                      |                      |